# Oakland Buccaneers
Gli Oakland Buccaneers, conosciuti anche come Golden Bay Buccaneers, è stata una società di calcio statunitense, con sede ad Oakland, California.

## Storia
Gli Oakland Buccaneers vennero fondati dall'imprenditore messicano Jaime Ruiz Llaguno, importatore di tequila, per militare nell'American Soccer League, che in quei anni si stava espandendo nella West Coast.
Ad allenare i  Buccaneers venne chiamato l'esperto e titolato allenatore messicano Javier de la Torre ma la rosa poteva vantare pochi giocatori con un'esperienza da professionista, come Lee Atack, l'olandese Gerard Hylkema e l'uruguaiano Luis Marotte. 
Nel torneo 1976 la squadra ebbe problemi economici e sportivi: la squadra che avrebbe dovuto giocare nel prestigioso Oakland Coliseum, giocò dapprima all'Edwards Stadium dell'Università della California - Berkeley e poi al Tak Fudenna Stadium di Fremont, campo di una high school. De la Torre lasciò l'incarico per gli enormi problemi economici del club, abbandonato da Llaguno, ed affidato alla guida dello spagnolo Ricardo Ordoñez, che ne era anche il portiere. La squadra chiuderà l'attività dopo una sola stagione, giocando 18 incontri su 21, chiusa al quarto posto della West Division.

## Allenatori
- 1976  Javier de la Torre

 Ricardo Ordoñez